# Attancourt
Pour les articles ayant des titres homophones, voir Hattencourt et Toulis-et-Attencourt.
Ne doit pas être confondu avec Arnancourt.
Attancourt est une commune française, située dans le département de la Haute-Marne en région Grand Est.

## Géographie

### Hydrographie
La commune est dans la région hydrographique « la Seine de sa source au confluent de l'Oise (exclu) » au sein du bassin Seine-Normandie. Elle est drainée par la Blaise, le cours d'eau 01 de la Prévoté, l'Ambrou et le ruisseau de la Piquette,.
La Blaise, d'une longueur de 86 km, prend sa source dans la commune de Gillancourt et se jette  dans la Marne à Isle-sur-Marne, après avoir traversé 34 communes. Les caractéristiques hydrologiques de la Blaise sont données par la station hydrologique située sur la commune d'Attancourt. Le débit moyen mensuel est de 4,82 m3/s. Le débit moyen journalier maximum est de 53,5 m3/s, atteint lors de la crue du 16 juillet 2021. Le débit instantané maximal est quant à lui de 62,8 m3/s, atteint le 15 juillet 2021.

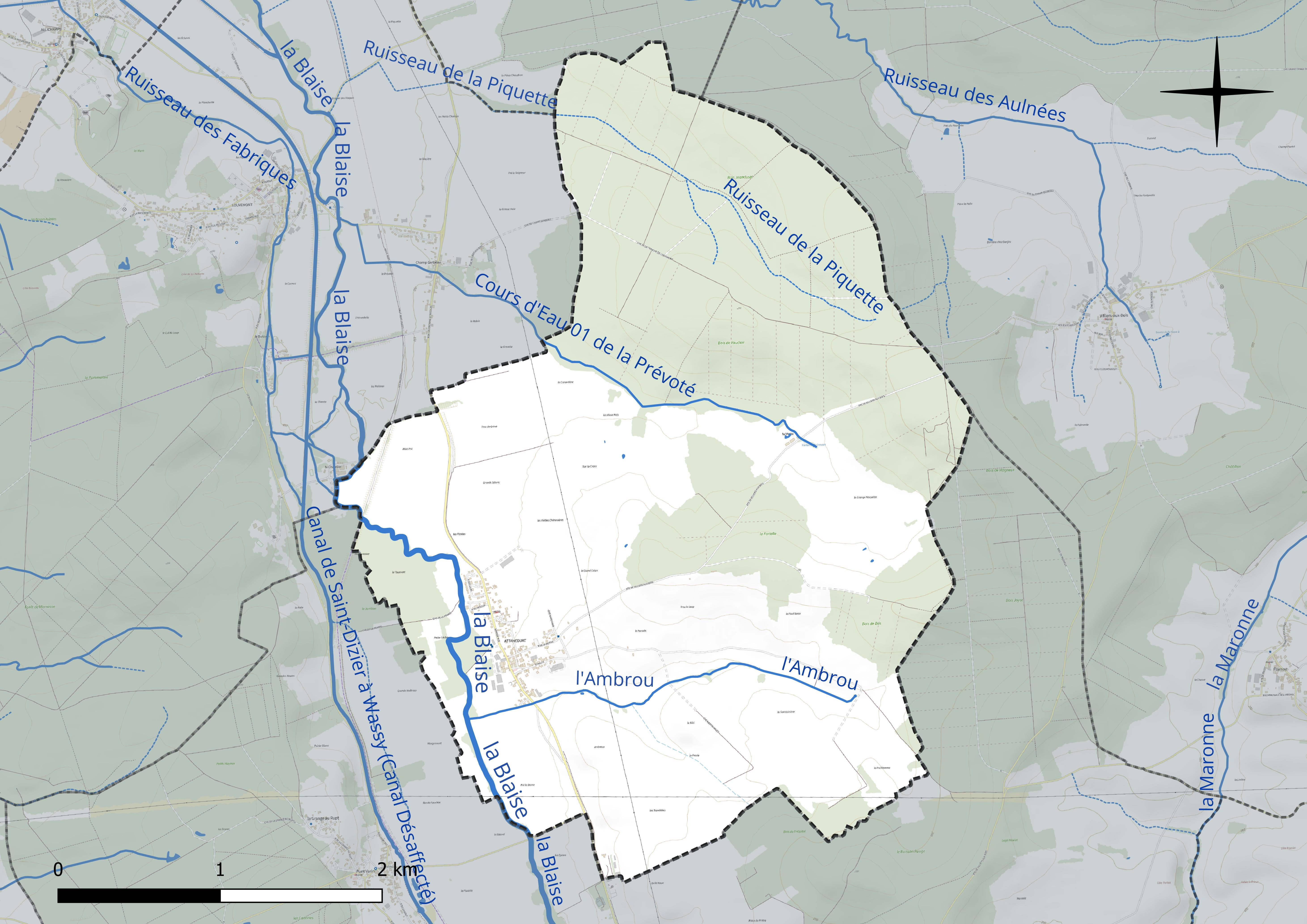
Réseau hydrographique d'Attancourt.

### Climat
Pour des articles plus généraux, voir Climat du Grand Est et Climat de la Haute-Marne.
En 2010, le climat de la commune est de type climat des marges montargnardes, selon une étude du Centre national de la recherche scientifique s'appuyant sur une série de données couvrant la période 1971-2000. En 2020, Météo-France publie une typologie des climats de la France métropolitaine dans laquelle la commune est exposée à un climat océanique altéré et est dans la région climatique Lorraine, plateau de Langres, Morvan, caractérisée par un hiver rude (1,5 °C), des vents modérés et des brouillards fréquents en automne et hiver.
Pour la période 1971-2000, la température annuelle moyenne est de 10,3 °C, avec une amplitude thermique annuelle de 15,8 °C. Le cumul annuel moyen de précipitations est de 910 mm, avec 13 jours de précipitations en janvier et 9,3 jours en juillet. Pour la période 1991-2020, la température moyenne annuelle observée sur la station météorologique de Météo-France la plus proche, « Saint-Dizier », sur la commune de Saint-Dizier à 13 km à vol d'oiseau, est de 11,6 °C et le cumul annuel moyen de précipitations est de 794,5 mm. 
La température maximale relevée sur cette station est de 41,4 °C, atteinte le 25 juillet 2019 ; la température minimale est de −22,5 °C, atteinte le 14 février 1956,,.
Les paramètres climatiques de la commune ont été estimés pour le milieu du siècle (2041-2070) selon différents scénarios d'émission de gaz à effet de serre à partir des nouvelles projections climatiques de référence DRIAS-2020. Ils sont consultables sur un site dédié publié par Météo-France en novembre 2022.

## Urbanisme

### Typologie
Au 1er janvier 2024, Attancourt est catégorisée commune rurale à habitat dispersé, selon la nouvelle grille communale de densité à sept niveaux définie par l'Insee en 2022.
Elle est située hors unité urbaine. Par ailleurs la commune fait partie de l'aire d'attraction de Saint-Dizier, dont elle est une commune de la couronne,. Cette aire, qui regroupe 72 communes, est catégorisée dans les aires de 50 000 à moins de 200 000 habitants,.

### Occupation des sols
L'occupation des sols de la commune, telle qu'elle ressort de la base de données européenne d’occupation biophysique des sols Corine Land Cover (CLC), est marquée par l'importance des territoires agricoles (51,7 % en 2018), une proportion sensiblement équivalente à celle de 1990 (51,9 %). La répartition détaillée en 2018 est la suivante : 
forêts (45,7 %), terres arables (36,5 %), prairies (15,2 %), zones urbanisées (2,5 %), milieux à végétation arbustive et/ou herbacée (0,1 %). L'évolution de l’occupation des sols de la commune et de ses infrastructures peut être observée sur les différentes représentations cartographiques du territoire : la carte de Cassini (XVIIIe siècle), la carte d'état-major (1820-1866) et les cartes ou photos aériennes de l'IGN pour la période actuelle (1950 à aujourd'hui).

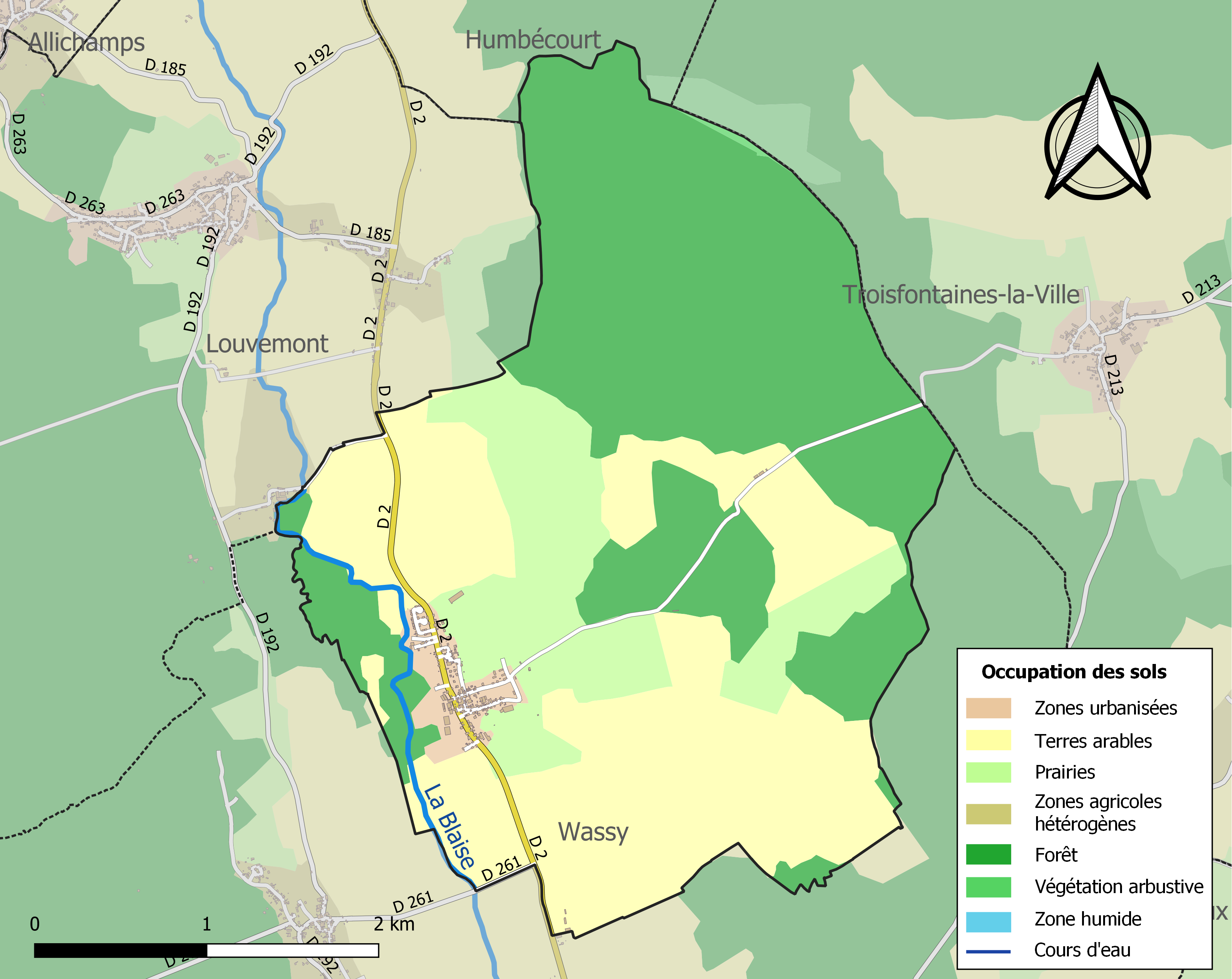
Carte des infrastructures et de l'occupation des sols de la commune en 2018 (CLC).

## Toponymie
Le nom de la localité est attesté sous les formes Villa Hatonis cortis (XIe siècle) ; Attoncort, Atoncort (vers 1172) ; Autuncort (XIIe siècle) ; Estancort (vers 1201) ; Attencort (1219) ; Atancourt (1249-1252) ; Autencort (1274) ; Atencourt (1345) ; Attancourt, Attancourt lez Waissy (1406) ; Actancourt (1576) ; Attancour (XVIIIe siècle).

## Politique et administration
| Période                                  | Période  | Identité            | Étiquette | Qualité |
| ---------------------------------------- | -------- | ------------------- | --------- | ------- |
| Les données manquantes sont à compléter. |          |                     |           |         |
| avant 1981                               | ?        | Roland Parison      | DVG       |         |
| avant 1995                               | 2008     | Jean Claude Noël    |           |         |
| 2008                                     | 2014     | Alain Lallement     |           |         |
| 2014                                     | En cours | Bernadette Galicher |           |         |

## Population et société

### Démographie

#### Évolution démographique
L'évolution du nombre d'habitants est connue à travers les recensements de la population effectués dans la commune depuis 1793. Pour les communes de moins de 10 000 habitants, une enquête de recensement portant sur toute la population est réalisée tous les cinq ans, les populations de référence des années intermédiaires étant quant à elles estimées par interpolation ou extrapolation. Pour la commune, le premier recensement exhaustif entrant dans le cadre du nouveau dispositif a été réalisé en 2008.

En 2022, la commune comptait 275 habitants, en évolution de +8,27 % par rapport à 2016 (Haute-Marne : −4,62 %, France hors Mayotte : +2,11 %).
| 1793 | 1800 | 1806 | 1821 | 1831 | 1836 | 1841 | 1846 | 1851 |
| ---- | ---- | ---- | ---- | ---- | ---- | ---- | ---- | ---- |
| 350  | 323  | 352  | 333  | 346  | 266  | 365  | 360  | 355  |

| 1856 | 1861 | 1866 | 1872 | 1876 | 1881 | 1886 | 1891 | 1896 |
| ---- | ---- | ---- | ---- | ---- | ---- | ---- | ---- | ---- |
| 316  | 315  | 356  | 352  | 324  | 308  | 282  | 248  | 234  |

| 1901 | 1906 | 1911 | 1921 | 1926 | 1931 | 1936 | 1946 | 1954 |
| ---- | ---- | ---- | ---- | ---- | ---- | ---- | ---- | ---- |
| 235  | 266  | 245  | 226  | 248  | 224  | 185  | 203  | 204  |

| 1962 | 1968 | 1975 | 1982 | 1990 | 1999 | 2006 | 2008 | 2013 |
| ---- | ---- | ---- | ---- | ---- | ---- | ---- | ---- | ---- |
| 210  | 208  | 195  | 307  | 278  | 241  | 242  | 242  | 248  |

| 2018 | 2022 | - | - | - | - | - | - | - |
| ---- | ---- | - | - | - | - | - | - | - |
| 266  | 275  | - | - | - | - | - | - | - |

## Lieux et monuments
- L'église Saint-Louvent, bâtie aux XIIe – XIIIe siècles et remaniée au XVIIIe[21].

## Héraldique
| Blason de Attancourt | Blason  | Coupé ondé, mi-parti en chef : au 1 d'or à l'aigle de sable becquée, languée et membrée de gueules, au 2 de sinople à une gerbe de blé d'or liée de gueules, au 3 d'azur à une roue à aubes d'argent. |
| Blason de Attancourt | Détails | Créé par JF Binon. Site de l'Annuaire des Collectivités, 2025. |